# Bruine meesstekelstaart
De bruine meesstekelstaart (Sylviorthorhynchus yanacensis synoniem: Leptasthenura yanacensis) is een zangvogel uit de familie Furnariidae (ovenvogels).

## Verspreiding en leefgebied
Deze soort komt voor van Peru tot noordwestelijk Argentinië.

## Status
De grootte van de populatie wordt geschat op 50.000-100.000 volwassen vogels. Op de Rode lijst van de IUCN heeft deze soort de status niet bedreigd.